# Klevener de Heiligenstein
Pour le cépage, voir savagnin rose.
Le klevener de Heiligenstein, ou alsace klevener de Heiligenstein, est un vin blanc français produit dans le vignoble d'Alsace autour de Heiligenstein, à partir du cépage savagnin rose Rs.
Il s'agit non seulement d'une dénomination de cépage au sein de l'appellation alsace, mais aussi d'une dénomination géographique complémentaire, la première au sein de l'appellation.
Parmi les vins d'Alsace, c'est un vin blanc particulièrement aromatique, même s'il l'est moins que le gewurztraminer. Il n'est pas habituellement classé parmi les « cépages nobles » alsaciens.

## Histoire
Le savagnin rose Rs, aussi appelé klevener de Heiligenstein en Alsace, est un cépage parent du traminer (alias rotedel ou edelrose). Ce dernier, dont le nom est en rapport avec le village de Tramin dans le Tyrol italien, était présent en Alsace dès le XVIe siècle. En 1742, un procès oppose Heiligenstein, représenté par son bourgmestre Ehrhardt Wantz, et les trois villages voisins auprès du conseil des échevins de Strasbourg à propos de l'appartenance du lieu-dit Auboden ; ayant gagné, Heiligenstein est autorisé à planter du klevener sur cette terre, mesure doublée en 1753 par une extension du vignoble. Désormais, le village devait payer sa dîme en klevener.
Au milieu du XIXe siècle, le gewurztraminer Rs, beaucoup plus aromatique, remplace totalement le traminer et, à la fin du siècle, les vignes sont ravagées par le phylloxéra. Le cépage savagnin rose tombe rapidement dans l'oubli.
L'appellation d'origine « vins d'Alsace » est créée par l'ordonnance du 2 novembre 1945, puis devient appellation d'origine contrôlée par le décret du 3 octobre 1962, avant que ne soient définies des dénominations de cépage en 1971 ainsi que le cahier des charges de la production et de la commercialisation (décrets du 2 janvier 1970 et du 30 juin 1971) achevé par l'obligation de la mise en bouteille (loi du 5 juillet 1972) dans des flûtes (décret du 30 juin 1971).
Mais en 1970, il ne restait que trois hectares de savagnin rose Rs en production. Le décret du 30 juin 1971 introduit à titre permanent la dénomination klevener de Heiligenstein au sein de l'appellation alsace et celui du 4 février 1997 définit son aire de production. Le cahier des charges a été dernièrement modifié en octobre 2011, en septembre 2014, en juin 2016, en septembre 2019, en juin 2021, en août 2023 et en novembre 2024.

### Étymologie
La dénomination porte le nom de la région, dont la signification donne lieu à plusieurs théories.
En alsacien, « Alsace » se dit Elsass anciennement écrit Elsaß :
- 'El- vient de l'alémanique Ell qui signifie l'Ill, la principale rivière alsacienne qui traverse la région du sud au nord.
- Saß vient du verbe sitzen (se trouver, être assis).

Littéralement, Elsass signifierait donc « le lieu où se trouve l'Ill » soit le « Pays de l'Ill ».
Quant au nom de « klevener de Heiligenstein », il y a deux versions. Le Klevener désigne un type de raisin en langue allemande, le Heiligensteiner Klevener (c'est le surnom alsacien du savagnin rose Rs), tandis que Heiligenstein désigne la commune principale de l'aire de production.
La seconde version est que « Kleven » est le nom allemand de la ville italienne de Chiavenna, en Lombardie, d'où le cépage serait originaire.

## Situation géographique

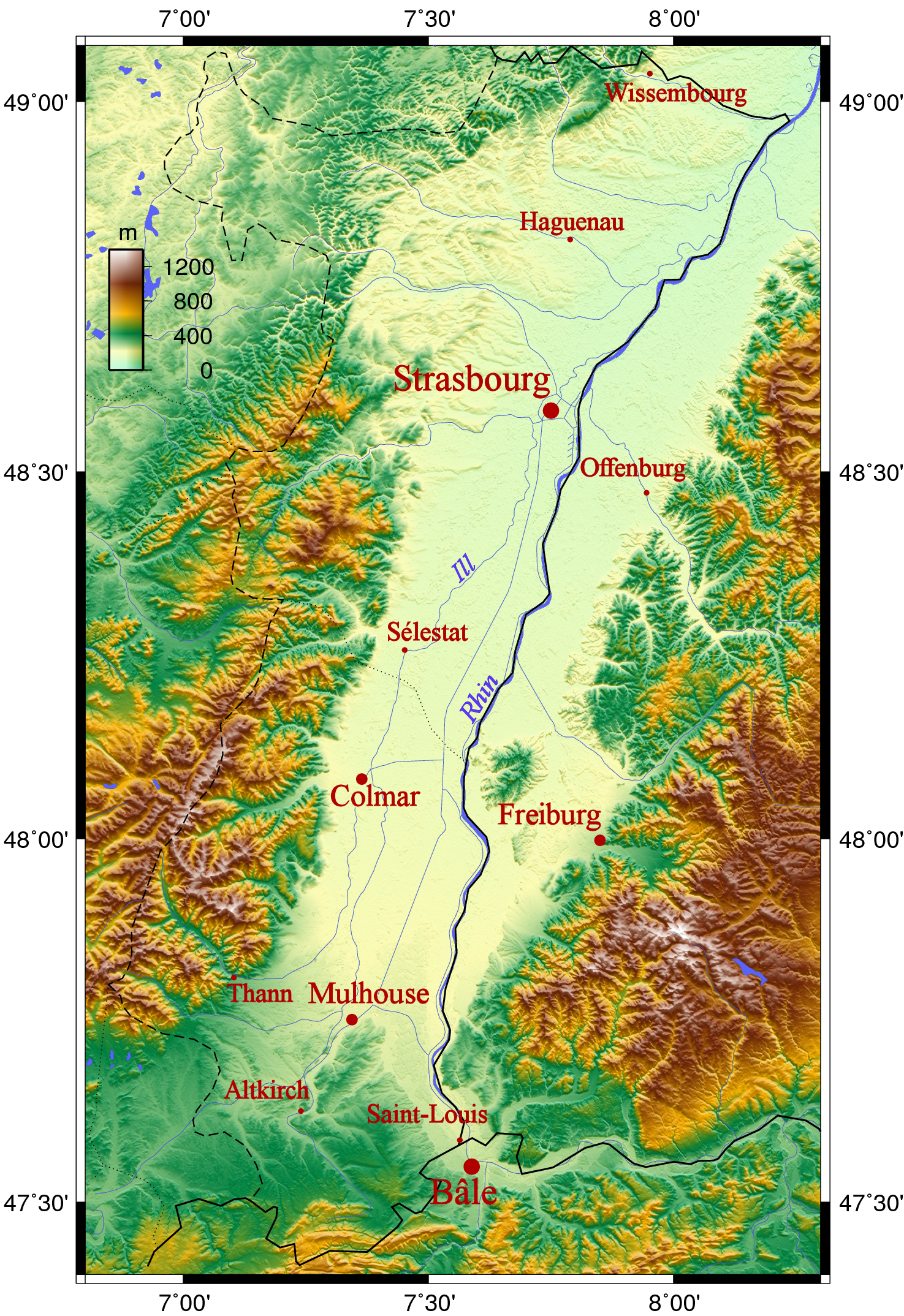
Carte du relief de l'Alsace.

Le klevener de Heiligenstein est produit en France, dans la région Alsace, plus précisément dans le département du Bas-Rhin, autour du village de Heiligenstein, à 35 kilomètres au sud-sud-ouest de Strasbourg.

### Climatologie
À l'ouest, les Vosges protègent du vent et de la pluie la région de production des vins d'Alsace. Les vents d'ouest dominants perdent leur humidité sur le versant occidental des Vosges et parviennent sous forme de foehn, secs et chauds, dans la plaine d'Alsace. La quantité moyenne de précipitations est la plus faible de tous les vignobles français.
De ce fait, le climat est bien plus sec (Colmar est la station la plus sèche de France) et un peu plus chaud (avec une température annuelle moyenne plus haute de 1,5 °C) que ce qui serait attendu à cette latitude. Le climat est continental et sec avec des printemps chauds, des étés secs et ensoleillés, de longs automnes et des hivers froids.
La station météo de Strasbourg (150 mètres d'altitude) se trouve à l'extrémité nord de l'aire d'appellation, mais au bord du Rhin. Ses valeurs climatiques de 1961 à 1990 sont :
| Mois                              | jan. | fév. | mars | avril | mai  | juin | jui. | août | sep. | oct. | nov. | déc. | année |
| --------------------------------- | ---- | ---- | ---- | ----- | ---- | ---- | ---- | ---- | ---- | ---- | ---- | ---- | ----- |
| Température minimale moyenne (°C) | −1,7 | −0,9 | 1,6  | 4,6   | 8,6  | 11,7 | 13,4 | 13,1 | 10,3 | 6,5  | 2,1  | −0,7 | 5,7   |
| Température moyenne (°C)          | 0,9  | 2,5  | 6    | 9,6   | 13,8 | 17   | 19,1 | 18,6 | 15,5 | 10,6 | 5,2  | 1,9  | 10,1  |
| Température maximale moyenne (°C) | 3,5  | 5,8  | 10,4 | 14,6  | 19   | 22,2 | 24,7 | 24,2 | 20,8 | 14,7 | 8,2  | 4,5  | 14,4  |
| Ensoleillement (h)                | 42   | 78   | 122  | 161   | 197  | 212  | 240  | 215  | 168  | 101  | 58   | 43   | 1 637 |
| Précipitations (mm)               | 33,1 | 34,3 | 36,6 | 48    | 74,5 | 74,6 | 56,8 | 67,8 | 55,5 | 43   | 46,6 | 39,9 | 610,5 |

## Vignoble

### Présentation

Carte de l'aire d'appellation et localisation des grands crus.

L'aire de production couvre une partie des communes de Bourgheim, de Gertwiller, de Goxwiller, de Heiligenstein et d'Obernai, sur 46 hectares revendiqués (soit 0,3 % de la surface plantée de l'appellation alsace).
Les meilleures parcelles sont celles entre Heiligenstein et Goxwiller, correspondant aux lieux-dits « Heiligensteiner Au » et « Aue » : c'est un coteau exposé au sud-est, planté à une altitude variant de 175 à 175 à 260 mètres.

### Encépagement

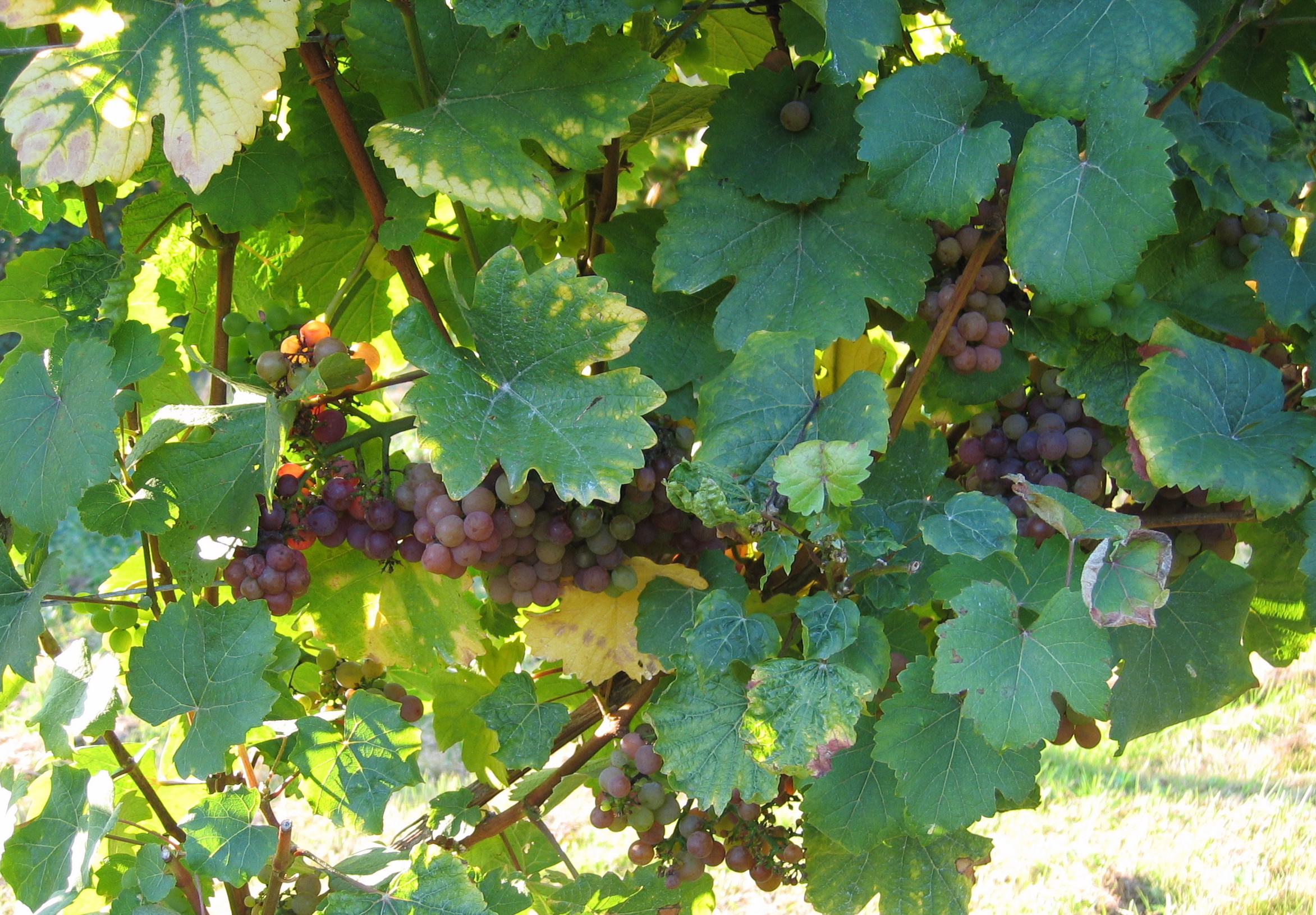
Grappes de savagnin rose Rs, ici dans le Rheingau.

Le klevener de Heiligenstein est produit en mono-cépage à partir du savagnin rose Rs, surnommé klevener de Heiligenstein en Alsace. Il s'agit d'un proche parent du savagnin B du Jura, de l'ancien traminer et du gewurztraminer Rs.
Ce cépage ne doit pas être confondu avec le klevner, qui est le surnom alsacien du pinot blanc B, et qu'on donne également en Suisse allemande au chardonnay et au pinot noir.

### Rendements
Le rendement maximal autorisé par le cahier des charges est de 72 hectolitres par hectare (c'est 80 pour la majorité de l'appellation alsace) Le rendement réel est un peu inférieur en 2009, il était en moyenne de 68 hectolitres par hectare. En 2023, il a été de 61 hl/ha

## Vins
La production de klevener de Heiligenstein au sein de l'appellation alsace a été en 2009 de 2 893 hectolitres (un hectolitre = 100 litres = 133 bouteilles de 75 cl), ce qui fait sur un total de 868 334 hectolitres de vin une part très faible de 0,3 %. La production déclarée en 2023 a été d'un total de 2 786 hl.

### Vinification et élevage
Le jour de la vendange, à l'arrivée au chai, le raisin est foulé et pressé pour séparer le moût du marc de raisin. Pour ce travail, les pressoirs pneumatiques remplacent progressivement les pressoirs horizontaux à plateau. Puis le moût est mis en cuve pour le débourbage, qui est le soutirage du jus sans les bourbes, soit par filtrage, soit par décantation en attendant qu'elles se déposent au fond de la cuve.
La fermentation alcoolique débute sous l'action de levures indigènes ou de levures sélectionnées introduites lors du levurage : cette opération transforme le sucre du raisin en alcool. La maîtrise de la température de fermentation par un système de réfrigération permet d'exprimer le potentiel aromatique du produit.
La fermentation achevée au bout d'un mois, le vin est soutiré afin d'éliminer les lies. La fermentation malolactique n'est généralement pas réalisée, bloquée par un sulfitage pour conserver son acidité au vin. Ce dernier peut être stocké en cuve pour le préparer à l'embouteillage ou élevé en barrique ou foudres de bois de chêne.
Le vin est soutiré, puis généralement de nouveau filtré avant le conditionnement en bouteilles, dès février ou mars.

### Gastronomie

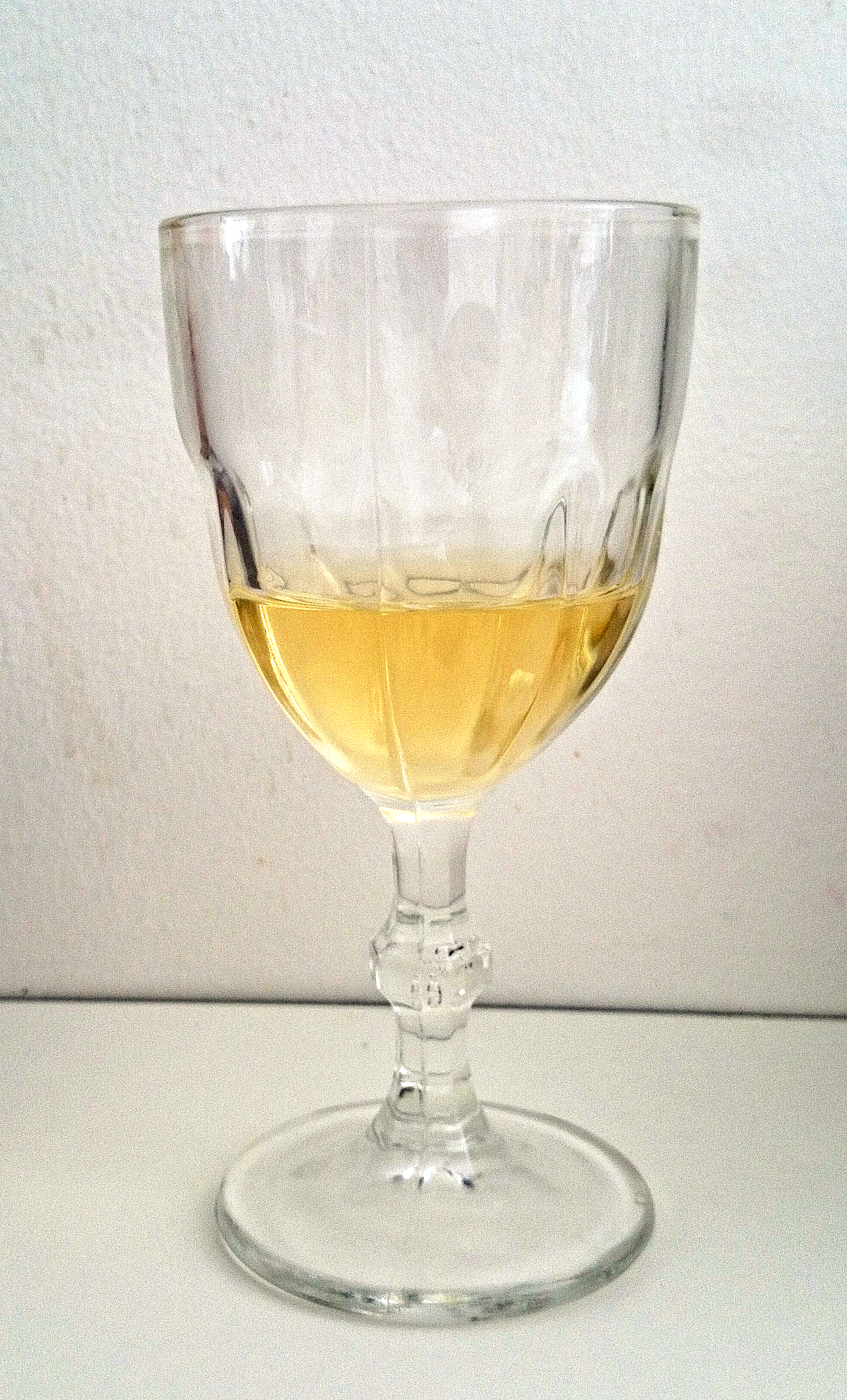
Verre de klevener de Heiligenstein.

Le klevener de Heiligenstein est un vin blanc à la robe jaune doré, avec un nez et une bouche au fruité marqué.
Le klevener de Heiligenstein s'accorde classiquement avec la cuisine alsacienne, son bouquet accompagnant les plats un peu relevés.

## Économie

### Type de bouteilles
Les vins d'Alsace doivent être mis en bouteille uniquement dans des flûtes, bouteilles du type « vin du Rhin » de 75 centilitres, règlementées par des décrets.

### Fête promotionnelle
Une fête est organisée chaque année dans le village de Heiligenstein, en 2010 il s'agissait du 7 au 9 août : des dégustations de vins sont proposées, avec diverses animations notamment musicales.

### Liste de producteurs
- Cave vinicole d'Andlau et environs à Barr ;
- Noëlle Bachert à Barr ;
- Samuel Baltzinger à Gertwiller ;
- Charles Boch à Heiligenstein ;
- Domaine Burckel-Jung (bio) à Gertwiller ;
- Paul Dock à Heiligenstein ;
- André Dock et fils à Heiligenstein ;
- Jean-Michel Durr à Heiligenstein ;
- Gérard Goepp à Heiligenstein ;
- Chrétien Goepp à Heiligenstein ;
- Gabriel Rosfelder à Gertwiller ;
- Alain et Paul Habsiger à Gertwiller ;
- Jean et Hubert Heywang à Heiligenstein ;
- Pierre Hutt à Heiligenstein ;
- Klipfel à Barr ;
- Cathy et Gilbert Lang à Bernardswiller ;
- Armand Gilg à Mittelbergheim ;
- Leipp-Leninger à Barr ;
- Lutz à Bourgheim ;
- clos meckert à Heiligenstein ;
- R. Meckert & fils à Heiligenstein ;
- Fritz Nebinger à Heiligenstein ;
- Jean et Nadine Nebinger à Heiligenstein ;
- Daniel Ruff à Heiligenstein ;
- Philippe Schaeffer à Epfig ;
- Frey-Sohler à Scherwiller ;
- Rietsch à Mittelbergheim ;
- Domaine Vincent Stoeffler à Barr ;
- Raymond Wolff à Heiligenstein[20] ;
- André Dolder à Mittelbergheim ;
- Domaine Jean-Pierre Herr à Gertwiller ;
- Maison Zeyssolff à Gertwiller ;
- etc.